# برای ما
«برای ما» (انگلیسی: For Us) ترانه‌ای از خواننده اهل کره جنوبی، وی از بی‌تی‌اس برای نخستین آلبوم او، توقف میان راه است. این ترانه در ۸ سپتامبر ۲۰۲۳ توسط بیگ هیت میوزیک منتشر شد.

## جدول‌های موسیقی
| جدول (۲۰۲۳)                             | بالاترین جایگاه |
| --------------------------------------- | --------------- |
| فروش ترانه‌های دیجیتال کانادا (بیلبورد)  | ۲۷              |
| ۲۰۰ آهنگ جهانی (بیلبورد)                | ۱۱۳             |
| تک‌آهنگ‌های دیجیتال ژاپن (اوریکون)        | ۱۵              |
| کره جنوبی (گائون)                       | ۱۵۱             |
| ترانه‌های دیجیتال ایالات متحده (بیلبورد) | ۴۹              |